# 浙江大学华家池植物园
浙江大学华家池植物园是位于浙江大学华家池校区内华家池西北面的一座植物园。它创建于1929年，是中国最早建立的植物园，1934年迁到华家池。

## 简介
园内分门别类栽植着1000多种植物，每种植物都挂有牌子，供浙大一些学院试验研究、接待大中小学师生和专家参观学习。园内建有小山，纪念植物园创建人、植物学家钟观光先生的“观光亭”就建在小山上，植物园的入口处建有明代药学家李时珍的塑像。